# Distrikt Marca
Der Distrikt Marca liegt in der Provinz Recuay in der Region Ancash im zentralen Westen von Peru. Der Distrikt wurde am 2. Januar 1857 gegründet. Er hat eine Fläche von 183 km². Beim Zensus 2017 wurden 1696 Einwohner gezählt. Im Jahr 1993 lag die Einwohnerzahl bei 1201, im Jahr 2007 bei 1054. Verwaltungssitz des Distriktes ist die 2664 m hoch gelegene Ortschaft Marca mit 1248 Einwohnern (Stand 2017). Marca liegt 40 km südlich der Provinzhauptstadt Recuay.

## Geographische Lage
Der Distrikt Marca liegt im zentralen Süden der Provinz Recuay. Er liegt an der Westflanke der Cordillera Negra. Die nordöstliche Distriktgrenze verläuft entlang der Wasserscheide des Gebirgszugs. Das Areal wird nach Südwesten zum Río Fortaleza hin entwässert, der entlang der südlichen Distriktgrenze nach Westen strömt. Der Río Marca durchfließt den zentralen Teil des Distrikts nach Südwesten. Im Osten und im Westen wird der Distrikt durch die Flussläufe von Quebrada Tancarpo und Río Huayllapampa begrenzt.
Der Distrikt Marca grenzt im Westen an den Distrikt Huayllapampa, im Nordosten an den Distrikt Cátac, im Osten an den Distrikt Pampas Chico, im Südosten an den Distrikt Cajacay sowie im Süden an den Distrikt Antonio Raymondi (die letzten beiden Distrikte liegen in der Provinz Bolognesi).